# 代讷泽苏勒吕德
代讷泽苏勒吕德（法語：Dénezé-sous-le-Lude，法語發音：[denze su lə lyd] ⓘ，意为“勒吕德下方的代讷泽”）是法国曼恩-卢瓦尔省的一个旧市镇，属于索米尔区。2016年12月15日，代讷泽苏勒吕德和相邻的另外13个市镇合并为新市镇努瓦扬维拉日（Noyant-Villages）。

## 地理
代讷泽苏勒吕德（47°31'48"N, 0°8'6"E）面积15.05 平方千米，位于法国卢瓦尔河地区大区曼恩-卢瓦尔省，该省份为法国西部内陆省份，大致对应安茹地区，北起顺时针与马耶讷省、萨尔特省、安德尔-卢瓦尔省、维埃纳省、德塞夫勒省、旺代省、大西洋卢瓦尔省和伊勒-维莱讷省接壤。
与代讷泽苏勒吕德接壤的市镇（或旧市镇、城区）包括：欧韦尔斯、沙洛讷苏勒吕德、希涅、梅涅勒维孔特、努瓦扬。
代讷泽苏勒吕德的时区为UTC+01:00、UTC+02:00（夏令时）。

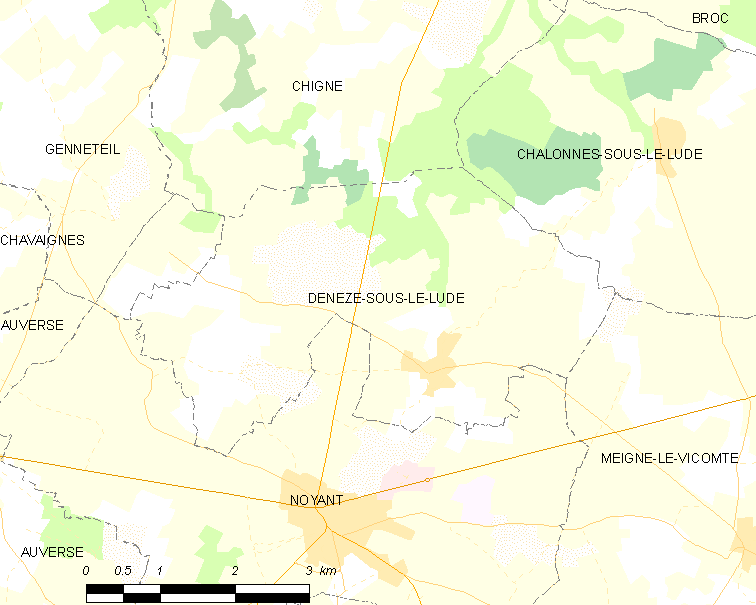
代讷泽苏勒吕德的OSM定位图

## 行政
代讷泽苏勒吕德的邮政编码为49490，INSEE市镇编码为49122。

## 政治
代讷泽苏勒吕德所属的省级选区为安茹地区博福尔县。

## 人口

1962-2008年间代讷泽苏勒吕德人口变化图示

代讷泽苏勒吕德于2018年1月1日时的人口数量为300人。